# Heidi Bank
Heidi Farsøe Bank (født 1. august 1972 i Hørsholm) er folketingsmedlem og forhenværende byrådsmedlem i Aarhus for Venstre. Hun blev ikke valgt ved folketingsvalget i 2022, men blev som suppleant for Jakob Ellemann-Jensen medlem af Folketinget, da Ellemann-Jensen trak sig fra dansk politik den 23. oktober 2023. Heidi Bank var medlem af Folketinget i perioden 2019-2022 for Østjyllands Storkreds og midlertidigt folketingsmedlem februar 2023-juli 2023, da Jakob Ellemann-Jensen var sygemeldt med stress. I Folketinget har hun især beskæftiget sig med bolig-, indenrigs- og ligestillingspolitik.
Heidi Bank voksede op i Hillerød, hvor hendes forældre, Niels Farsøe og Hanne Farsøe, havde et deltidslandbrug. Hun er gift med Per Bank og har to sønner. Hun er bankuddannet, ejendomsmægler og valuar. Bank har tidligere drevet egen ejendomsmæglervirksomhed. Heidi Bank blev student fra Frederiksborg Gymnasium og HF, har læst teologi på Københavns Universitet og er bankuddannet fra Unibank.
Hun var medlem af byrådet i Aarhus Kommune fra 2018 til 2021.